# FU Волос Вероники
FU Волос Вероники (лат. FU Comae Berenices) — карликовая новая*, двойная катаклизмическая переменная звезда типа U Близнецов (UG:) в созвездии Волос Вероники на расстоянии (вычисленном из значения параллакса) приблизительно 5614 световых лет (около 1721 парсек) от Солнца. Видимая звёздная величина звезды — от +21m до +19,5m.

## Характеристики
Первый компонент — аккрецирующий белый карлик. Эффективная температура — около 5797 K.